# Highway (2014)
Highway ist ein indisches Filmdrama, bei dem Imtiaz Ali das Drehbuch verfasste und Regie führte. Der Film wurde unter dem Nadiadwala Grandson Entertainment Banner produziert und herausgebracht. Highway wurde auf den Internationalen Filmfestspielen Berlin 2014 gezeigt und ist Alia Bhatts zweiter Film, in dem sie die Hauptrolle spielt. Zuvor war sie in Karan Johars Student of the Year zu sehen.

## Handlung
Veera Tripathi ist im Hochzeitsstress und bittet ihren Verlobten Vinay, den sie in vier Tagen heiratet, sie aus der Stadt herauszufahren. Sie erzählt ihm von ihren Träumen, dass sie ein Haus in den Bergen haben möchte und ein einfaches Leben führen möchte mit ihrem Mann. Vinay hält an einer Tankstelle. Plötzlich fallen Schüsse und Männer stürzen auf Veera zu und nehmen sie als Geisel. Sie ziehen Vinay aus dem Auto und fahren mit Veera an einen verlassenen Ort. Dort wird sie in einen Schuppen geführt, mit gefesselten Händen und geknebeltem Mund. Als Mahabir, einer der Kriminellen, die Veera entführt haben, nach ihrem Namen fragt, wird ihm klar, dass sie die Tochter eines reichen Mannes ist, der Kontakte beim Staat hat, wird ihm bewusst, dass er einen Fehler gemacht hat. Die anderen Kriminellen wollen mit Mahabir nichts mehr zu tun haben, weil sie wissen, dass das kein gutes Ende haben kann. Mahabir möchte keinen Rückzieher machen und eskortiert Veera mit einem Truck und zwei anderen Kriminellen von Stadt zu Stadt, um von der Polizei nicht erwischt zu werden. Ungewöhnlicherweise gefällt das Veera. Sie fühlt sich frei und hat keine Sorgen mehr.
An der Grenze wird der Truck von der Polizei kontrolliert. Sie verdächtigen sie, etwas im Schilde zu führen. Als die Polizei den Truck öffnet, finden sie erstaunlicherweise niemanden. Veera hat sich vor der Polizei versteckt und kann sich selbst nicht erklären, aus welchem Grund. Veera beichtet Mahabir, dass ihr Onkel sie immer wieder im Badezimmer vergewaltigt hat, als sie ein kleines Kind war. Sie erzählte es ihrer Mutter, aber ihre Mutter vertuschte es und bat Veera nie wieder davon zu sprechen. Mahabirs Wut verschwindet mit der Zeit und er entscheidet sich dazu, Veera gehen zu lassen. Er will Veera der Polizei übergeben, aber Veera flieht. Ihr gefällt das sorgenfreie Leben mit Mahabir. Beide wohnen in einem Haus auf den Bergen, so wie es sich Veera schon immer wünschte. Eines Tages wird Mahabir angeschossen. Veera hört die Schüsse und eilt zu ihm. Eine Truppe Polizisten umzingelt die beiden. Veera schreit und fragt, aus welchen Grund geschossen worden ist. Es wäre nicht nötig gewesen. Jede Hilfe kommt zu spät. Mahabir stirbt an den Verletzungen. Zurück bleibt eine verwirrte Veera. Zuhause wird sie mit Beruhigungsmitteln versorgt. Veera hat in den letzten Monaten Mut gesammelt und offenbart vor der ganzen Familie, was ihr Onkel mit ihr all die Jahre angestellt hat. Sie ist außer sich vor Wut und verlässt die Familie. Sie geht zurück in das Haus in den Bergen, wo sie Zeit mit Mahabir verbracht hat, und dort lebt sie weiter und schwelgt in Erinnerungen.

## Musik
| # | Titel                             | Sänger                            | Länge |
| - | --------------------------------- | --------------------------------- | ----- |
| 1 | Patakha Guddi (weibliche Version) | Sultana Nooran, Jyoti Nooran      | 04:45 |
| 2 | Maahi Ve                          | A. R. Rahman                      | 04:00 |
| 3 | Kahaan Hoon Main                  | Jonita Gandhi                     | 05:28 |
| 4 | Wanna Mash Up?                    | Lady Kash und Krissy, Suvi Suresh | 03:40 |
| 5 | Sooha Saaha                       | Zeb, Alia Bhatt                   | 04:59 |
| 6 | Patakha Guddi (männliche Version) | A. R. Rahman                      | 05:58 |
| 7 | Implosive Silence                 | Jonita Gandhi                     | 05:42 |
| 8 | Tu Kuja                           | Sunidhi Chauhan                   | 04:29 |
| 9 | Heera                             | Shweta Pandit                     | 04:33 |

## Auszeichnungen
Randeep Hooda gewann den Stardust Award 2014 in der Kategorie Bester Schauspieler und Imtiaz Ali in der Kategorie Bester Regisseur, den er sich mit dem Regisseur von dem Film Quenn Vikas Bahl teilt. Außerdem gewann Alia Bhatt den Filmfare Award 2015 als Beste Schauspielerin.